# ملولبة مميزة
ملولبة مميزة (الاسم العلمي: species insignis) هي نوع منقرض من عضديات الأرجل تتبع جنس الملولبة من فصيلة الملولبات.